# Lucifugum
Lucifugum − ukraińska grupa muzyczna wykonująca black metal.

## Muzycy

### Obecny skład zespołu
- Ihor Naumczuk (Khlyst)  − śpiew (2014–), autor tekstów (1995–), programowanie perkusyjne (2008–)
- Ołena Naumczuk (Stabaath) – śpiew (2004–2014),  instrumenty klawiszowe (2005), gitara elektryczna, gitara basowa (2004–)

### Byli członkowie zespołu
- Faunus − śpiew (1995–2001)
- Bal-a-Myth (ur. 27 grudnia 1974 − zm. 5 października 2002) – gitara elektryczna, gitara basowa (1995–2002)

### Gościnna współpraca
- Knjaz Varggoth (Nokturnal Mortum) − gitara basowa (1997)
- Saturious (Nokturnal Mortum) – instrumenty klawiszowe (1996–2000)
- Lutomysl − śpiew, gitara elektryczna, gitara basowa (2003)
- Władysław Redʹkin (Munruthel) (Nokturnal Mortum) − instrumenty perkusyjne (1999)
- Amorth (Drudkh, Astrofaes) − instrumenty perkusyjne (2003–2005)

## Dyskografia
- Gates of Nocticula − 1996
- Path of Wolf − 1996
- Through the Indifferent Sky − 1997
- on the sortilage of christianity − 1999
- On hooks to pieces! − 2000
- …and the Wheel keeps crunching… − 2001
- Stigma Egoism − 2002
- …back to chopped down roots − 2003
- Sociopath: philosophy cynicism − 2003
- Vector33 − 2005
- The Supreme Art of Genocide − 2005
- Involtation − 2006
- Sectane Satani − 2007
- Acme Adeptum − 2008
- Xa Heresy − 2010
- Od Omut Serpenti − 2012
- Sublimessiah − 2014
- Agonia Agnosti − 2016
- Infernalistica − 2018
- Tri nity limb ritual − 2020